# Falabella
Falabella er verdens mindste hesterace, og bliver omkring 65-75 cm. På grund af sin højde bliver den brugt som kæledyr, og har et blidt, venligt og modigt temperament. Den stammer fra Argentina, og kan have alle farver. Den har en meget spinkel knoglestruktur.
Den er varmblodshest og bruges mest som kæledyr. Især i USA er der mange der har dem som kæledyr.
Den betragtes ikke som et ridedyr fordi dens fysiske styrke er blevet svækket. Til gengæld bliver Falabellaer tit meget gamle, mellem 30 og 40 år. Falabellaen er ikke en pony, men en hest i miniformat. Den har en spinkel krop og spinkle ben med smalle hove. En af de helt unikke ting hos Falabellaen er, at den kun har 17 ryghvirvler, hvor andre hesteracer har 18; den har derfor også et par ribben mindre. 

## Historie
Fallabellaen er opkaldt efter familien Falabella, der opdrættede den på deres ranch Recreo de Roca uden for Buenos Aires.  Selvom racen ikke er mere end hundrede år gammel, er der ingen oplysninger om hvordan racen blev til.  Man vil nok aldrig finde ud af racens præcise oprindelse. En myte fortæller, at Falabella-racen nedstammer fra en lille fuldblodshest som familien havde og er siden blevet krydset med de mindste shetlandsponyer. En anden myte fortæller, at Senor Falabella så en masse indianere når de hver dag kom for at vande deres heste i den flod der løb gennem familiens ranch. En dag lagde han mærke til at de havde en meget lille hingst med. Den havde noget som de kaldte "dværgsyge". Senor Falabella syntes det var en mærkelig og fascinerende hingst, købte den og opdrættede små heste fra den til sin datter.